# ديفيس لوف الثالث
ديفيس لوف الثالث (بالإنجليزية: Davis Love III)‏ هو مهندس معماري ولاعب غولف أمريكي، ولد في 13 أبريل 1964 في تشارلوت في الولايات المتحدة.

## وصلات خارجية
- الموقع الرسمي
- ديفيس لوف الثالث على موقع رابطة لاعبي الغولف المحترفين (الإنجليزية)
- ديفيس لوف الثالث على موقع رابطة اليابان للاعبي الغولف المحترفين (الإنجليزية)
- ديفيس لوف الثالث على موقع التصنيف العالمي الرسمي للغولف (الإنجليزية)
- ديفيس لوف الثالث على موقع قاعة كارولاينا الشمالية للمشاهير الرياضية (الإنجليزية)
- ديفيس لوف الثالث على موقع إن إن دي بي (الإنجليزية)